# Mitridates (gendre de Darios III)
Mitridates  (en llatí Mithridates, en grec antic Μιθριδάτης) fou un noble persa.
Estava casat amb una filla del rei Darios III de Pèrsia Codomà. Va morir en la lluita contra les forces macedònies d'Alexandre el Gran, sembla que de pròpia mà del rei, a la batalla del Grànic l'any 334 aC, segons diu Flavi Arrià.